# Ferula sadleriana
Ferula sadleriana là một loài thực vật có hoa trong họ Hoa tán. Loài này được Ledeb. mô tả khoa học đầu tiên năm 1843.